# Jádroviny
Jádroviny jsou skupinou rostlin, dřevin, která je používána ovocnářství pro snadnější označení některých ovocných druhů v čeledi růžovitých (Rosaceae). Jde o rozdělení podle plodu. Je založeno na poznání, že jedlý plod v podmínkách Střední Evropy historicky často pěstované skupiny ovocných dřevin neobsahuje velkou pevnou strukturu uvnitř, nemá skořápku na povrchu a nemá tenkou slupku obalující měkké dužnaté oplodí, ale sděluje, že plod rostliny je jedlý, ovoce, s více či méně pevnou jedlou dužninou obsahuje více či méně jader. Označení jádrovina dobře dokáže zprostředkovat tuto informaci. Plodem jádrovin je malvice.
Dělení je nejčastěji používáno spíše k rychlé a snadné orientaci ve skupinách ovoce, zjednodušenému vyjádření pro zobecnění společných vlastností některých pěstovaných druhů dřevin (nároky na řez, statistika sklizně, apod.). Dalšími takovými skupinami jsou peckoviny a bobuloviny (také někdy označené souhrnně jako drobné ovoce), skořápkoviny. V zemědělství jsou takovými skupinami například obilniny a okopaniny. Takové zjednodušení může být někdy užitečné, jindy by ale mohlo zkreslovat skutečnosti, nebo může být dokonce zcela zavádějící, protože vlastnosti i do skupin zahrnutých druhů jsou mnoha ohledech docela specifické.

## Druhy jádrovin
- jabloň (Malus sylvestris)
- hrušeň (Pyrus communis)
- kdoule (Cydonia oblonga)
- mišpule (Mespilus germanica, nově Crataegus germanica)
- jeřáb oskeruše (Sorbus domestica)
- temnoplodec (Aronia melanocarpa)
- muchovník (např. Amelanchier ovalis)

Podobné rozdělení je v Evropě používáno například v němčině, kde je pro tyto druhy používán název kernobst. Některé druhy jádrovin (např. muchovník, temnoplodec, jeřáb) mohou být řazeny do drobného ovoce.

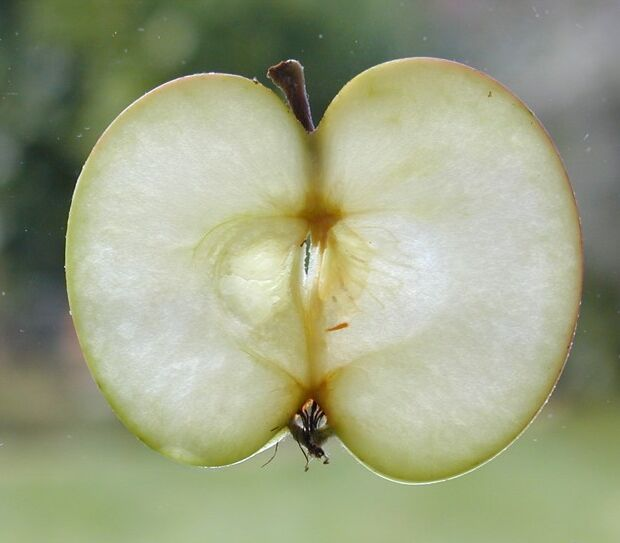
Plod jabloně, řez.
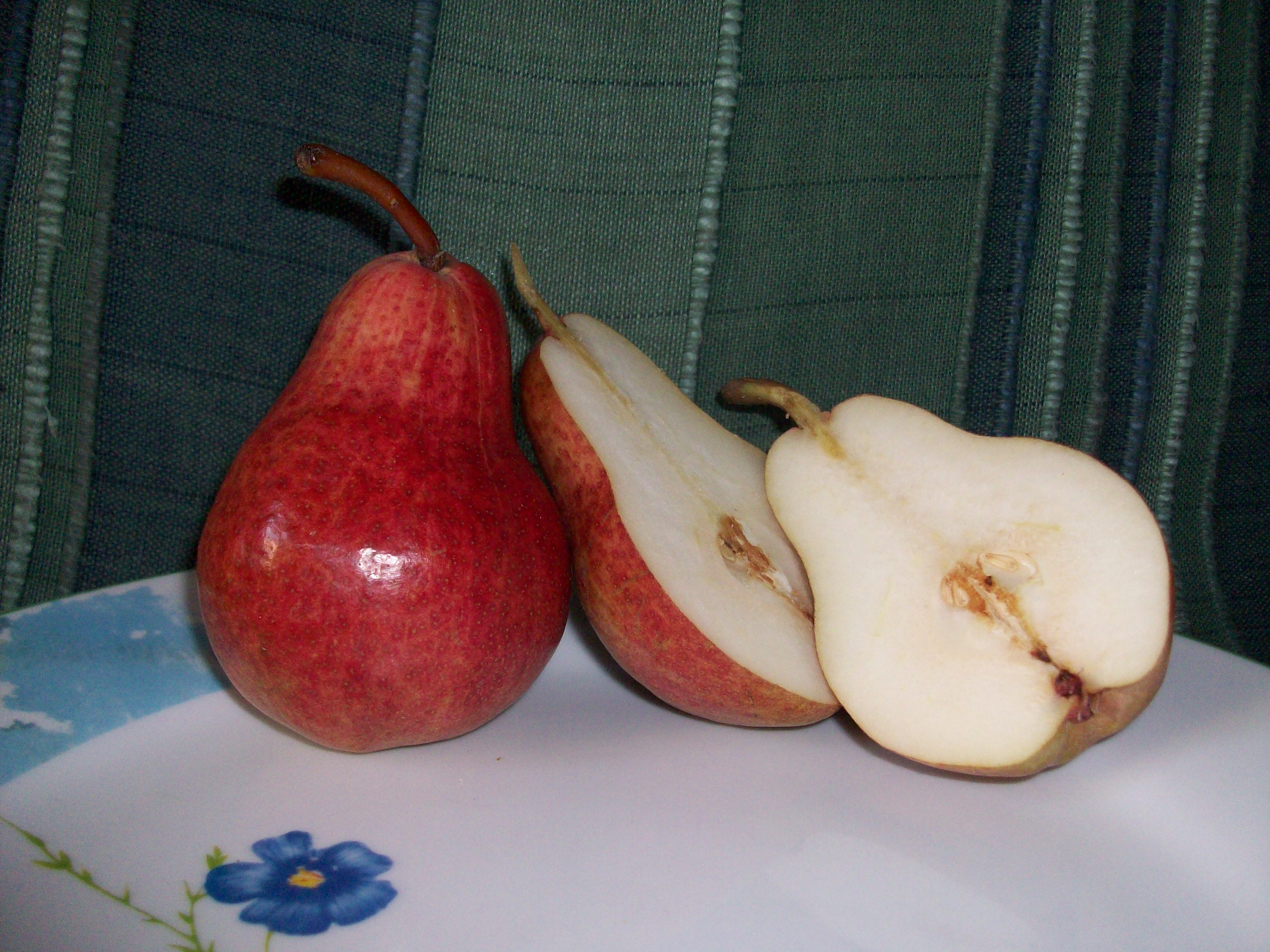
Hrušeň plod
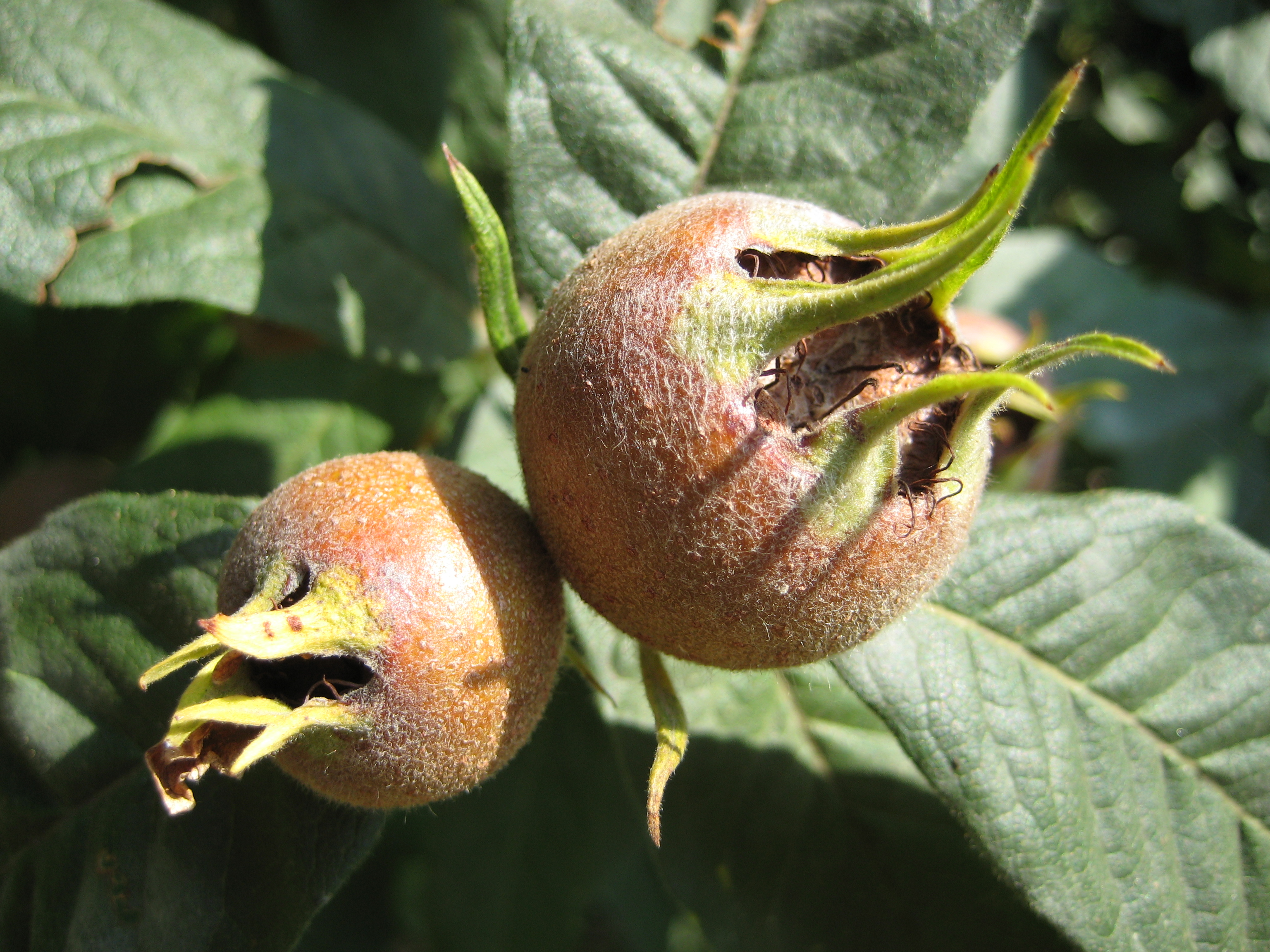
Mišpule plod
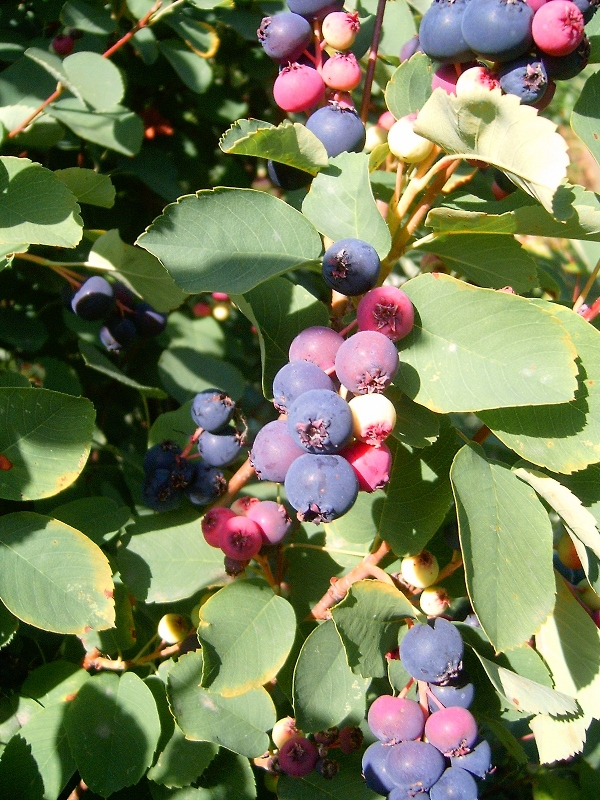
Plod muchovníku (Amelanchier ovalis)
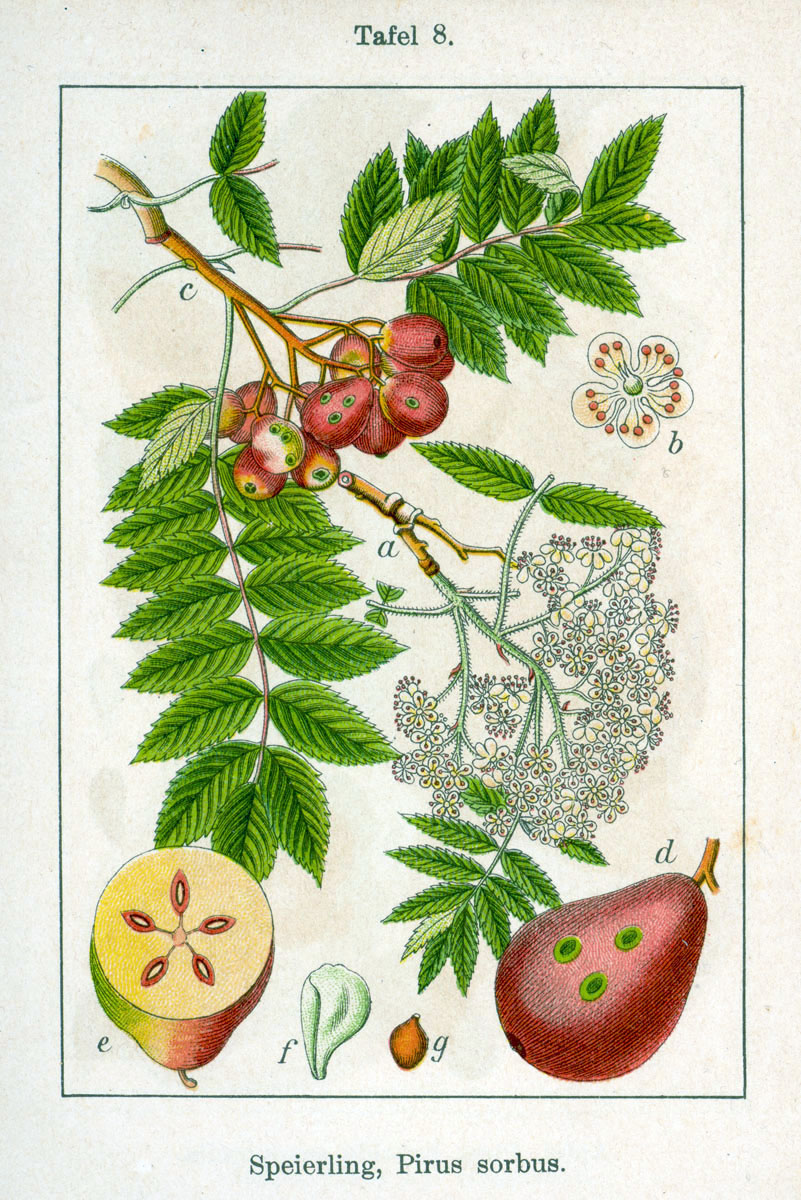
Jeřáb oskeruše